# Nate Morgan
Nate „Mrafu“ Morgan (* 10. Februar 1964; † um 21. November 2013) war ein US-amerikanischer Jazzpianist und Komponist.

## Leben und Wirken
Nate Morgan spielte während der Junior Highschool in lokalen Bands und hatte Unterricht bei Joe Sample und Hampton Hawes. Bereits während seiner Highschoolzeit wirkte er in der Musikerkooperative The Underground Musicians and Artists Association (UGMAA) mit. In den folgenden Jahren arbeitete er vorwiegend in der Jazzszene von Los Angeles u. a. mit Horace Tapscott, in den 1970er-Jahren auch mit Rufus und Chaka Khan (Rags to Rufus, 1974) und Renée Geyer, Anfang der 1990er mit der Rap-Formation Bone Thugs-N-Harmony. Stilistisch von Stanley Cowell und McCoy Tyner beeinflusst, trat er häufig im Club Charlie O’s in Van Nuys und in Encino im Salon bei Mimi Melnick auf, u. a. mit Arthur Blythe, John Heard, Charles Owens, Nedra Wheeler und Sonship Theus, außerdem im Piano-Duo mit Elias Negash. Zu seinen Kompositionen zählt der Horace Tapscott gewidmete Tapscottian Waltz, den er jedoch nie aufnehmen konnte; ferner schrieb er die Filmmusik für den Dokumentarfilm I Build the Tower (2006).
Morgan, der drei Alben unter eigenem Namen vorlegte, leitete das Ujaama Ensemble (u. a. mit Duane M. Carter) und war außerdem Mitglied der Soul-Jazz-Formation Build an Ark. Im Bereich des Jazz war er zwischen 1972 und 2008 an 16 Aufnahmesessions beteiligt, u. a. mit Sweet Baby J'ai, Bobby Bradford/John Carter, Bobby Bryant (Flowers Stolen from the Yards of Old Folks, 2002) und noch 2008 mit Azar Lawrence (Speak the Word), bevor im selben Jahr ein Schlaganfall seine Karriere beendete. An einem Tributkonzert zu seinem 50. Geburtstag spielten neben dem Rezitator und Lyriker Kamau Daáood auch Pharoah Sanders, Ojenke, Otis O’Solomon Smith und Arthur Blythe.

## Diskographische Hinweise
- Retribution, Reparation (Nimbus, 1982), mit Danny Cortez, Jesse Sharps, Joel Ector, Fritz Wise
- Journey into Nigritia (Nimbus/Vivid Sound, 1983), mit Dadisi Komolafe, Jeff Littleton, Fritz Wise
- Live in Santa Barbara (Nimbus, 1996), mit Geoff Littleton, Fritz Wise